# Verband der Steinsetzer, Pflasterer und Berufsgenossen Deutschlands
Der Verband der Steinsetzer, Pflasterer und Berufsgenossen Deutschlands wurde 1886 als Centralverband der vereinigten Steinsetzer-Gesellschaft in Deutschland gegründet. Die freie Gewerkschaft organisierte Steinsetzer und Pflasterer im Deutschen Kaiserreich und in der Weimarer Republik.

## Geschichte
Die Gewerkschaft wurde 1886 gegründet. Bis 1892 trug sie den Namen Centralverband der vereinigten Steinsetzer-Gesellschaft in Deutschland.
Der Verband war Mitglied in der Generalkommission der Gewerkschaften Deutschlands und dem Nachfolger Allgemeiner Deutscher Gewerkschaftsbund. 1904 organisierte die Gewerkschaft eine internationale Konferenz der Steinsetzer in Dresden, gefolgt von einer Konferenz im Jahr 1907, auf der das Internationale Sekretariat der Steinsetzer gegründet wurde.
Im Jahr 1924 schloss sich die Gewerkschaft dem Zentralverband der Steinarbeiter Deutschlands an.

## Vorsitzende
- 1886–1892: N.N.
- 1892–1920: Alexander Knoll
- 1920–1924: N.N.